# Baia di Aspy
La Baia di Aspy è una baia dell'Oceano Atlantico, vicina all'estremità settentrionale dell'isola del Capo Bretone, in Canada.

## Nome
Il nome "Aspy" potrebbe essere di origine basca: secondo alcune teorie deriverebbe dal picco d'Aspe nei Pirenei o dalla chiesa di Santa Maria de Axpe situata vicino al Golfo di Biscaglia.
Le popolazioni locali dei Miꞌkmaq chiamavano quest'area Wegwaak, che significa "svoltare all'improvviso".

## Storia
Secondo alcuni storici il navigatore italiano Giovanni Caboto sbarcò nella Baia di Aspy (o nelle sue vicinanze) nel 1497: si tratterebbe del primo sbarco europeo documentato su quello che oggi è il suolo canadese, dopo lo sbarco delle popolazioni norvegesi. In linea con questo punto di vista, il Cabots Landing Provincial Park, lungo la sponda occidentale della baia, presenta un tumulo e un busto per commemorare l'approdo di Caboto.
Le imprevedibili condizioni meteorologiche e la costa frastagliata della baia e della vicina isola di San Paolo hanno contribuito a diverse tragedie marine nel periodo in cui l'area veniva mappata e colonizzata. Nel 1761 il veliero "Auguste" affondò nella baia di Aspy, provocando la morte di 114 persone. Molti importanti canadesi morirono durante l'affondamento, tra cui Charles-René Dejordy de Villebon, Louis-Joseph Gaultier de La Vérendrye e Louis de la Corne. 
Il brigantino "St. Lawrence", salpando dal Québec, naufragò vicino a Chéticamp il 5 dicembre 1780. Il suo equipaggio abbandonò la nave su delle scialuppe e procedette verso nord in cerca di un punto in cui sbarcare. La costa molto frastagliata e alta costrinse i marinai a restare in mare per settimane, nutrendosi di alghe bollite e radici. Solo dopo aver doppiato Money Point riuscirono a sbarcare sulle spiagge sabbiose di Aspy Bay, vicino all'attuale cittadina di Dingwall. Esausti, congelati e senza provviste, gli uomini disperati si accamparono e tirarono a sorte con l'obiettivo di scegliere uno di loro da sacrificare come cibo per gli altri. La mattina seguente la scoperta di alcuni boccioli di rosa commestibili fornì cibo sufficiente per impedire ai sopravvissuti di portare a termine il loro piano. Alla fine i marinai furono salvati da un gruppo di nativi che raccontò loro la storia di un'altra nave francese che naufragò ad Aspy Bay con gravi perdite di vite umane alcuni anni prima. Gli indiani ricordarono di aver portato a terra i corpi dei bambini francesi annegati sulle sabbie di Aspy Bay, e di aver poi trovato e assistito i sopravvissuti che avevano sofferto tremendamente il freddo e la fame per cinque giorni. Non si ritiene che quella imbarcazione fosse la "Auguste", poiché quella nave trasportava prigionieri francesi.